# Liste des compétitions automobiles en France
La liste suivante recense les différents championnats automobiles se déroulant en France.
| Catégorie              | Championnat                              | Années              | Champion en titre              | Voiture               | Plus titrés                                         |
| ---------------------- | ---------------------------------------- | ------------------- | ------------------------------ | --------------------- | --------------------------------------------------- |
| Monoplace              |                                          |                     |                                |                       |                                                     |
| Formule 2              | Championnat des Grands Prix de France    | 1952                | Alberto Ascari                 | Ferrari               |                                                     |
| Formule Junior         | Championnat de France de Formule Junior  | 1960-1963           | Jo Schlesser                   | Brabham BT6           | Jo Schlesser (2)                                    |
| Formule 3              | Championnat de France de Formule 3       | 1964–1973 1978-2002 | Tristan Gommendy               | Dallara F302 Renault  |                                                     |
| Formule France         | Critérium de Formule France              | 1968–1970           | François Laccareau             |                       |                                                     |
| Formule Renault        | Championnat de France de Formule Renault | 1971–1972 1975-2009 | Nathanaël Berthon              | Renault               |                                                     |
| Formule Ford           | Championnat de France de Formule Ford    | 1984–2005           | David Zollinger                | Mygale                |                                                     |
| Formule Campus Diester | Formule Campus Diester                   | 1998-2002           | Fior Campus Renault            | -                     |                                                     |
| Formule Campus         | Formule Campus Renault Elf               | 1993-2007           | Jean-Éric Vergne               | Fior Campus Renault   |                                                     |
| Formule Renault 1.6    | Formul'Academy Euroseries                | 2008-2009           | Benjamin Bailly                | Signatech Renault     |                                                     |
| Formule Renault 1.6    | F4 Eurocup 1.6                           | 2010                | Stoffel Vandoorne              | Signatech Renault     |                                                     |
| Formule Renault 1.6    | Championnat de France F4                 | 2011-2016           | Ye Yifei                       | Signatech Renault     |                                                     |
| Formule 4 FFSA         | Championnat de France F4                 | 2017                | Arthur Rougier                 | Signatech F4 Renault  |                                                     |
| Formule 4 FIA          | Championnat de France F4                 | 2018-...            | Alessandro Giusti              | Mygale M14-F4 Renault |                                                     |
| Formule Zetec          | Formula Zetec Trophy                     | 2009–2011           | Thomas Craincour               | Mygale                |                                                     |
| Formule Bleue          | Critérium de Formule Bleue               | 1969-1975           |                                |                       |                                                     |
| Voiture de sport       |                                          |                     |                                |                       |                                                     |
|                        | Championnat de France des circuits       | 1967-1982           |                                |                       | Gérard Larrousse (6)                                |
| Sport-prototypes       | Championnat de France Groupe 6           | 1983-1986           | Jacques Heuclin                |                       |                                                     |
| Sport-prototypes       | Championnat de France Sport-Prototype    | 1988-1989           |                                |                       |                                                     |
| Sport-prototypes       | Coupe Simca                              | 1973-1974           |                                |                       |                                                     |
| Sport-prototypes       | Coupe de l'Avenir                        | 1976-1989           |                                |                       |                                                     |
| Sport-prototypes       | Coupe Alfa Romeo                         | 1990-1994           |                                |                       |                                                     |
| Sport-prototypes       | Coupe Spider 905                         | 1992-1994           |                                |                       |                                                     |
|                        | Championnat de France de Supertourisme   | 1976-2005           | Soheil Ayari                   | Peugeot 407           | Soheil Ayari (2) Éric Cayrolle (2) Dany Snobeck (2) |
| Porsche Carrera Cup    | Porsche Carrera Cup France               | 1987-...            | Côme Ledogar                   | Porsche 991 GT3 Cup R | Dominique Dupuy (5)                                 |
| Sport-prototypes       | Championnat VdeV                         | 1992-...            | Vincent Capillaire             |                       | David Zollinger (4)                                 |
| Tourisme               |                                          |                     |                                |                       |                                                     |
| Rallycross             | Championnat de France de rallycross      | 1977-...            | Fabien Pailler                 | Peugeot 208 WRC       | Jean-Luc Pailler (11)                               |
| Rallycross             | Trophée Andros                           | 1990-...            | Jean-Philippe Dayraut          | Mini Countryman       | Yvan Muller (10)                                    |
| Rallycross             | Coupe de France de 2CV cross             | 1974-...            | Anthony Regnault               |                       |                                                     |
| Grand tourisme         | Championnat VdeV                         | 1992-...            | Patrice Lafargue Paul Lafargue | Porsche 997 GT3 R     | Jean-Paul Pagny (2)                                 |
| Grand tourisme         | Championnat de France FFSA GT            | 1997-...            | Raymond Narac Nicolas Armindo  | Porsche 911 GT3 R     | Patrick Bornhauser (4)                              |
| Coupe de marque        | Coupe de France R8 Gordini               | 1966-1971           |                                |                       |                                                     |
| Coupe de marque        | Coupe de France R12 Gordini              | 1972-1974           |                                |                       |                                                     |
| Coupe de marque        | Coupe de France R5                       | 1975-1990           |                                |                       |                                                     |
| Coupe de marque        | Coupe de France Renault Clio             | 1991-1996           |                                |                       |                                                     |
| Coupe de marque        | Coupe de France Renault Megane           | 1997-2000           |                                |                       |                                                     |
| Coupe de marque        | Clio Cup France                          | 2004-...            | Éric Trémoulet                 | Renault Clio          | Nicolas Milan (3)                                   |
| Coupe de marque        | SEAT Leon Supercopa France               | 2010-2012           |                                | Seat León             |                                                     |
| Coupe de marque        | Peugeot RCZ Racing Cup                   | 2012-...            | Aurélien Comte                 | Peugeot RCZ           |                                                     |
| Rallye                 |                                          |                     |                                |                       |                                                     |
| Groupe A               | Championnat de France des rallyes        | 1967-...            | Julien Maurin                  | Ford Fiesta WRC       | Bernard Béguin (4)                                  |
| Course de côte         |                                          |                     |                                |                       |                                                     |
|                        | Championnat de France de la montagne     | 1967–...            | Nicolas Schatz                 | Norma M20 FC          | Marcel Tarrès (10)                                  |

## Course unique
| Catégorie           | Epreuve                                   | Années    | Vainqueur en titre                              | Voiture                        | Plus titré(s)                      |
| ------------------- | ----------------------------------------- | --------- | ----------------------------------------------- | ------------------------------ | ---------------------------------- |
| Formule 1           | Grand Prix automobile de France           | 1906-...  | Lewis Hamilton                                  | Mercedes AMG F1 W10            | Michael Schumacher (8)             |
| Monoplace           | Grand Prix automobile de Pau              | 1901-...  | Billy Monger                                    | Dallara F317 Volkswagen/Spiess | Jim Clark (4)                      |
| Sport-prototypes    | 24 Heures du Mans                         | 1923-...  | Sébastien Buemi Kazuki Nakajima Fernando Alonso | Toyota TS050 Hybrid            | Tom Kristensen (9)                 |
| Rallye              | Tour de Corse                             | 1956-...  | Thierry Neuville Nicolas Gilsoul                | Hyundai i20 WRC                | Bernard Darniche Didier Auriol (6) |
| Rallye              | Rallye de France                          | 2010-2014 | Jari-Matti Latvala Miikka Anttila               | Volkswagen Polo R WRC          | Sébastien Loeb Sébastien Ogier (2) |
| Voiture de tourisme | Course de France des voitures de tourisme | 2005-2018 | Dušan Borković                                  | Hyundai i30                    |                                    |